# Opisthodontosaurus
Opisthodontosaurus is een geslacht van uitgestorven captorhinide reptielen uit het Vroeg-Perm van Oklahoma. 
De typesoort Opisthodontosaurus carrolli werd in 2015 benoemd door Robert R. Reisz. De geslachtsnaam komt van het Grieks ὄπισθεν, opisthen, 'achterste' en odoon, 'tand'. De soortaanduiding eert Robert L. Carroll.
Het holotype is OMNH 77469, een schedel met onderkaken. Verschillende in verband liggende skeletten uit de Dolese Brothers Limestone Quarry nabij Richards Spur zijn toegewezen.
Vóór de beschrijving van deze skeletten werd gedacht dat de kaken en tanden van Opisthodontosaurus carrolli behoorden tot een soort lepospondyle 'amfibie' genaamd Euryodus primus. Hoewel captorhinide reptielen en lepospondyle 'amfibieën' in de verte verwant zijn, vertonen de twee soorten een opmerkelijke mate van convergente evolutie in hun gebitskenmerken. Beiden waren waarschijnlijk durofaag en voedden zich met ongewervelde dieren met een harde schaal.